# Корисні копалини Гвінеї
Корисні копалини Гвінеї. 

## Загальна характеристика
Гвінея унікально багата бокситами. Значні поклади зал. руд та алмазів. Є родов. золота, руд хрому, нікелю, ільменіту, циркону, рутилу, монациту, берилу, вапняку і графітових сланців (табл.). 
Таблиця. – Основні корисні копалини Гвінеї станом на 1998-99 рр.
| Корисні копалини                     | Запаси       | Запаси   | Вміст корисного компоненту в рудах, % | Частка у світі, % |
| Корисні копалини                     | Підтверджені | загальні | Вміст корисного компоненту в рудах, % | Частка у світі, % |
| Алмази (млн кар) -природні -ювелірні |              | 1,8 0,8  |                                       | 0,2               |
| Боксити, млн т                       | 5600         | 20000    | 52                                    | 20,8              |
| Залізні руди, млн т                  | 2100         | 4060     | 57 (Al2O3)                            | 1,2               |
| Золото, т                            | 50           | 115      | 1,5-1,8 г/т                           | 0,1               |

## Окремі види корисних копалин
Боксити. За запасами бокситів Гвінея займає провідне місце серед країн світу (2003). Тут знаходяться найбільші у світі запаси латеритних бокситів бовального типу. Найбільші родовища зосереджені в центр. і зах. частинах країни в бокситоносних районах: Боке-Гаваль, Фріа-Содіоре, Донгел-Сігон, Бантініел, Дабола, Tyre, Дебеле-Кіндіа. Відомі також родов. бокситів на сх. країни, поблизу хр. Ніандан-Баньє. Запаси бокситів – 20 млрд т. Вміст к.к. – 40-60 %. 
Найбільші і багаті родовища зосереджені в трикутнику Боке-Кіндіа-Туге (загальні запаси родовища Боке - 3000 млн т,  підтверджені - 1800 млн т, родовища Сангареді - відповідно, 250 млн т і 190 млн т), причому перспективи виявлення нових багатих родовищ в цьому районі не вичерпані. Гірнича промисловість Гвінеї при нинішній інтенсивності розробки родовищ забезпечена підтвердженими запасами бокситів майже на 300 років.
На території Гвінеї знаходиться найбільша у світі бокситоносна провінція Джалон Мандінго (невелика її частина виходить на територію Малі), в межах якої відомо близько 640 родовищ і виявів бокситів. У західній її частині розташований найбагатший бокситоносний район Боке-Гаваль, на території якого виявлені 100 бокситових родовищ різного масштабу із загальними запасами близько 13 млрд т при середньому змісті Al2O3 бл. 48%. У цьому районі французькими геологами в 50-х роках було відкрите найбільше у світі цільне бокситове родов. Сангареді, що являє собою єдиний поклад площею близько 10 км². За високою якістю бокситів (вміст Al2O3 60-62%, SiO2 - менше 1%) і великою потужністю бокситового пласта (18-24 м, місцями до 40 м) родовище Сангареді унікальне, єдине у світі. Початкові запаси його – 300 млн т.
Залізо і нікель. Осн. родов. залізних руд, пов'язані із залізистими кварцитами архею, зосереджені в районах хребтів Німба (запаси 1-1,5 млрд т, вміст заліза 60%) і Сіманду (запаси бл. 2 млрд т, вміст заліза 60-65%). Ресурси високоякісного залізняку в горах Німба складають бл. 12 млрд т. Компанії Rio Tinto і Semafo в 2001 досліджують родов. нікелю Kakoulima Hill.
Золото, уран, мідь. Осн. запаси золота, приурочені до кварцових жил, розвідані у східній частині Гвінеї і невеликі. Розвідані запаси золота у Верхній Гвінеї становлять 500 т. Гвінея має також в своєму розпорядженні запаси уранової руди і міді. 
Ресурси алмазів в країні – до 50-100 млн кар. Родов. алмазів розташовані на півд.-сх. країни в басейнах р. Баулі, Макона, Діані. Вони приурочені до кімберлітових трубок (вміст алмазів 0,6-4,5 кар./м3), дайок і невеликих алювіальних розсипів (0,2-4,8 кар./м³). 
Розсипи ільменіту, циркону, рутилу і монациту (родов. Верга і ін.) зосереджені вздовж узбережжя океану. Ширина розсипів 250-300 м, довжина бл. 1,5 км. Сер. сумарний вміст цінних мінералів 40-60 кг/м3. Запаси окремих розсипів оцінюються в 20-76 тис. т. 
Інші корисні копалини. Відомі невеликі родов. вапняків, а також берилу і каоліну, графітових сланців. У числі розвіданих є родовища нікелю (73 млн тонн), титану, хрому, міді, урану, графіту, корунду.